# Хантсман, Джон (младший)
Джон Мид Хантсман — младший (англ. Jon Meade Huntsman Jr.; род. 26 марта 1960, Редвуд-Сити, Калифорния, США) — американский государственный деятель, политик, дипломат и предприниматель. Губернатор штата Юта (2005—2009), посол США в Сингапуре (1992—1993), посол США в Китае (2009—2011). В январе 2014 года был назначен председателем Атлантического совета Вашингтонского аналитического центра по вопросам внешней политики. Посол Соединённых Штатов Америки в Российской Федерации (2017—2019).

## Биография
Сын покойного Джона Мида Хантсмана-старшего (1937—2018), бизнесмена и филантропа, основателя Huntsman Corporation. 
Был одним из кандидатов от Республиканской партии на пост президента США в 2012 году. В январе 2014 года стал председателем Вашингтонского аналитического центра внешней политики Atlantic Council. В марте 2017 года в американской прессе сообщалось, что президент США Дональд Трамп предложил Хантсману занять должность посла США в России. Его кандидатура была представлена в Сенате США 20 июля 2017 года и утверждена 28 сентября 2017 года.
Хантсман служил в каждой президентской администрации США начиная с Рональда Рейгана. Он начал свою карьеру в Белом доме как помощник по кадровым вопросам при Рональде Рейгане, а позднее был назначен заместителем помощника министра торговли США и послом США в Сингапуре при Джордже Буше — старшем. В дальнейшем, в качестве заместителя торгового представителя США при Джордже Буше — младшем, являлся инициатором глобальных торговых переговоров в Дохе в 2001 году и руководил процессом вступления Китая во Всемирную торговую организацию. Хантсман также являлся главным исполнительным директором своего семейного предприятия Huntsman Corporation и председателем Huntsman Cancer Foundation. В 2009 году, президентом Бараком Обамой был назначен послом США в Китае.
В течение своего губернаторского срока занимал должность председателя Ассоциации губернаторов штатов Запада США и присоединился к исполнительному комитету Национальной ассоциации губернаторов. Независимой некоммерческой организацией The Pew Charitable Trusts, штат Юта в период руководства Хантсмана был назван наиболее эффективно управляемым в США. В 2008 году был переизбран губернатором с 78 % голосов и покинул свой пост с рейтингом одобрения 80 %.
В 2017 году был назначен президентом-республиканцем Дональдом Трампом на пост посла США в России. В отличие от предыдущих послов, назначаемых Дж. Бушем и Б. Обамой, Хантсман — не кадровый дипломат, не специалист по России и не владеет русским языком.
В августе 2019 года Хантсман объявил о намерении уйти в отставку с 3 октября 2019 года, о чём направил прошение президенту Трампу.
В 2020 году объявил о выдвижении своей кандидатуры в паре с мэром Прово Мишель Кофузи от Республиканской партии, но на праймериз уступил действующему лейтенанту-губернатору штата Юта Спенсеру Коксу, набрав 34,6 % голосов против 36,4 % голосов, поданных за Кокса.